# Sorwo
Sorwo (tadschikisch Сорво) ist ein Dorf in Tadschikistan.
Es liegt auf einer Höhe von etwa 1470 m über dem Meeresspiegel am rechten Ufer des Oberlaufes des Kofarnihon, der auf diesem Abschnitt ebenfalls alternativ als „Sorwo“ bezeichnet wird. Das Dorf liegt auf dem der Verwaltung der Stadt Wahdat unterstellten Gebiet, das wiederum zu den Nohijahoi tobei dschumhurij gehört, den „der Republik unterstellten Bezirken“. Etwa drei Kilometer westlich von Sorwo beginnt das Gebiet Ramit-Naturschutzgebietes, eines Rückzugsgebiets für den seltenen Schneeleoparden.